# Mark Farrington
Mark Anthony Farrington (Liverpool, 15 giugno 1965) è un ex calciatore inglese, di ruolo attaccante.

## Carriera
Dopo aver giocato nel settore giovanile dell'Everton, con cui nel 1983 perde anche una finale di FA Youth Cup, Farrington viene svincolato dalle Toffees nell'estate del 1983; dopo un provino andato a buon fine viene però ingaggiato dal Norwich City, a sua volta militante nella prima divisione inglese: qui, all'età di 18 anni, esordisce tra i professionisti giocando 2 partite di campionato; nella stagione 1984-1985 segna invece 2 gol (i suoi primi in carriera tra i professionisti) in 12 partite, concludendo poi la stagione con un periodo in prestito al Cambridge Utd, con cui realizza una rete in 10 presenze in quarta divisione. A fine stagione lascia definitivamente i Canaries per accasarsi ai gallesi del Cardiff City, militanti nella terza divisione inglese, con i quali nella stagione 1985-1986 realizza 3 reti in 31 partite di campionato.
Nella stagione 1986-1987 totalizza 32 presenze e 19 reti nella seconda divisione olandese con il Willem II, con cui conquista una promozione in prima divisione, categoria in cui successivamente nella stagione 1987-1988 realizza 7 reti in 29 presenze; nella stagione 1988-1989 gioca invece nella prima divisione belga con il Genk, con cui segna 5 gol in 17 partite giocate. Dopo un'ulteriore stagione nella prima divisione olandese con il Fortuna Sittard (30 presenze e 10 reti), si trasferisce in Germania all'Hertha Berlino, con cui nella stagione 1990-1991 gioca 9 partite senza mai segnare nella prima divisione tedesca (mentre realizza un gol nella sua unica presenza stagionale in Coppa di Germania); nella seconda metà di questa stessa stagione torna nei Paesi Bassi, al Feyenoord, con cui oltre a vincere una coppa nazionale olandese segna un gol in 5 partite di campionato giocate.
Nell'estate del 1991 torna dopo cinque anni a giocare in patria, accasandosi al Brighton: con i Seagulls trascorre la stagione 1991-1992 in seconda divisione e le stagioni 1992-1993 e 1993-1994 in terza divisione, per un totale di 28 presenze e 4 reti in partite di campionato nell'arco di questo triennio, al termine del quale gioca poi un'ultima partita nei campionati della Football League (la sua numero 82 in carriera, con 10 reti segnate), in quarta divisione con l'Hereford Utd. Si ritira definitivamente nel 1999, all'età di 36 anni, dopo aver giocato per un ulteriore lustro in vari club semiprofessionistici inglesi.

## Palmarès

### Club

#### Competizioni nazionali
- Coppa dei Paesi Bassi: 1

Feyenoord: 1990-1991